# Chianni Opera Festival
Il Chianni Opera Festival è un festival musicale prevalentemente estivo che si svolge a Chianni, località della provincia di Pisa.

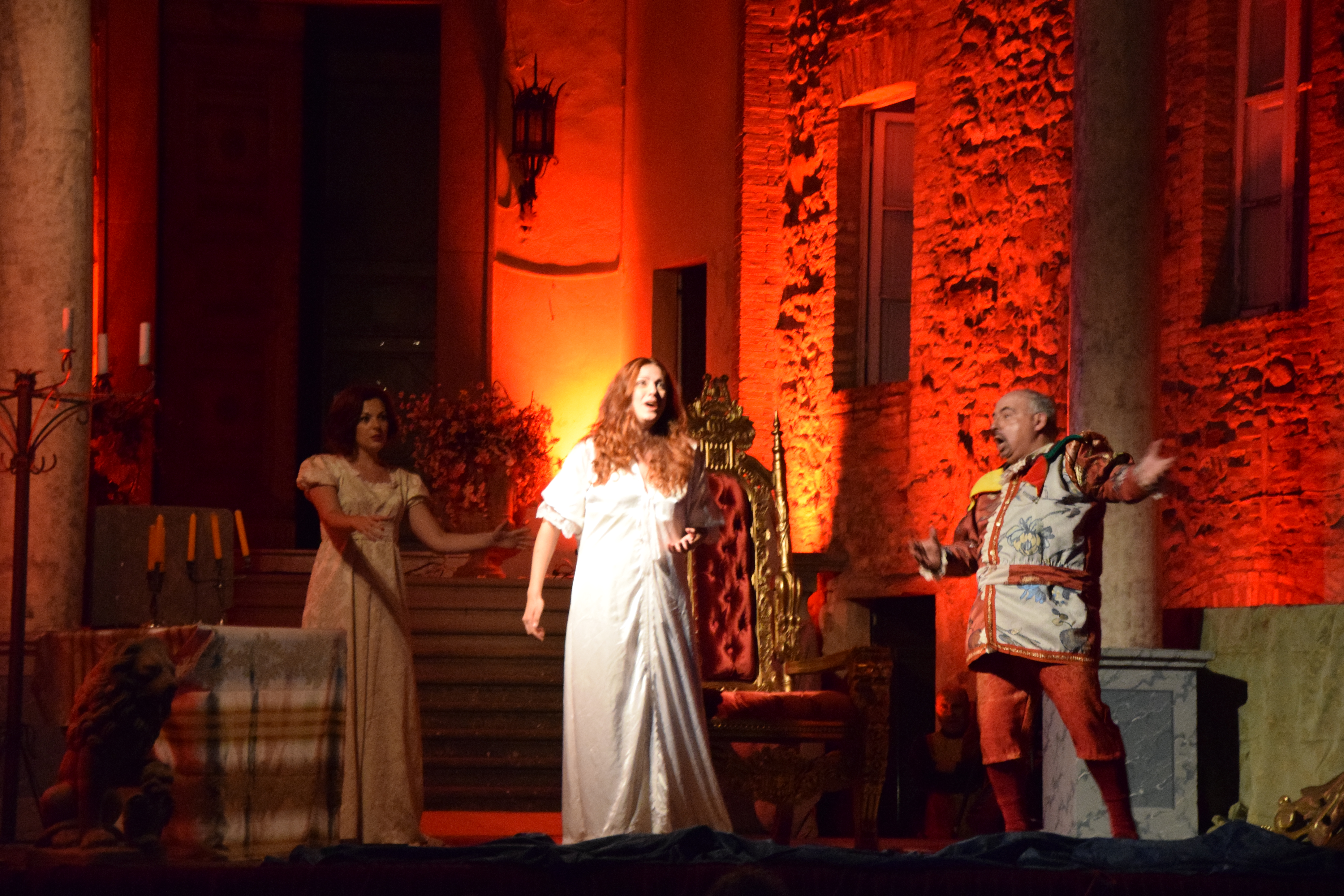
Una scena del Rigoletto andato in scena al Chianni Opera Festival nel 2017

## Storia
Fondato nel 2016, ha al suo attivo numerose produzioni operistiche e concerti, che hanno visto la partecipazione di cantanti lirici come Simone Piazzola, Giorgio Misseri, Alberto Mastromarino, Monica Minarelli ed altri. Il Festival è stato fondato dal baritono Giancarlo Ceccarini, l'attuale direttore artistico.
Nel 2017 il festival ha celebrato il decennale della morte di Gian Carlo Menotti con la messa in scena del dittico di opere La medium e The Telephone, or L'Amour à trois.
Nel 2019, grazie all'intervento di un contributo privato, è stato inaugurato il "Piccolo Teatro di Chianni", struttura che ha ospitato alcuni eventi musicali del festival come le rappresentazioni de Le nozze di Figaro (nel 2019, spettacolo riproposto nello stesso anno anche presso la Limonaia di Palazzo Strozzi a Firenze), Suor Angelica (2021) e lo spettacolo conferenza Le Stelle dell'Opera in occasione del centenario della nascita di Renata Tebaldi e Ettore Bastianini.
Si svolge generalmente a partire dalla fine del mese di giugno di ogni anno.

## Cronologia eventi
- 1ª edizione (2016) - Concerto "La sacralità nell'Opera", Cappella della Compagnia della Santissima Annunziata, Chianni / G. Donizetti - L'elisir d'amore (Chianni), Piazza del Castello, Chianni[4]/ G. Donizetti - L'elisir d'amore, Villa Medicea di Coltano (selezione) / Concerto di Natale, Santa Maria del Carmine di Pisa / Concerto di Natale, Chiesa di San Donato, Chianni
- 2ª edizione (2017) - G. Menotti - Il Telefono e G. Menotti - La Medium, Cappella della Compagnia della Santissima Annunziata, Chianni (decennale della morte di Menotti) / G. Verdi - Rigoletto, Piazza del Castello, Chianni[5] / Concerto di Natale, Chiesa di San Donato, Chianni
- 3ª edizione (2018) - G. Puccini - Il Trittico, Cappella della Compagnia della Santissima Annunziata, Chianni / G. Rossini - Il Barbiere di Siviglia, Piazza del Castello, Chianni[6]
- 4ª edizione (2019) - W.A. Mozart - Le nozze di Figaro, Piccolo Teatro di Chianni[7]/ C. Orff - Carmina Burana, Piazza del Castello, Chianni[8]
- 5ª edizione (2021) - Spettacolo teatrale musicale "Le Giornate Toscane", Piccolo Teatro di Chianni[9]/ G. Puccini - Crisantemi e Suor Angelica, Piccolo Teatro di Chianni[10]
- 6ª edizione (2022) - Concerto conferenza "Le Stelle dell'Opera", Piccolo Teatro di Chianni[11]
- 7ª edizione (2023) - G. Puccini - Tosca, Piazza del Castello, Chianni[12]/ Concerto di Musiche da FIlm, Piazza del Castello, Chianni[13] / Concerto di Natale, Piccolo Teatro di Chianni[14]
- 8ª edizione (2024) - G. Verdi - La Traviata, Piazza del Castello, Chianni[15]/ Concerto spettacolo "Addio mio dolce amor! - Puccini e le sue donne", Piccolo Teatro di Chianni[16]